# Myxine mccoskeri
Myxine mccoskeri is een kaakloze vissensoort uit de familie van de slijmprikken (Myxinidae). De wetenschappelijke naam van de soort is voor het eerst geldig gepubliceerd in 1995 door Wisner & McMillan.